# LOL (2012)
LOL (Langtitel: LOL – Laughing Out Loud) ist ein US-amerikanischer Spielfilm aus dem Jahr 2012 und eine Neuverfilmung der gleichnamigen französischen Komödie, die am 4. Februar 2009 in Frankreich anlief.
Die Hauptrollen spielen Miley Cyrus, Demi Moore, Ashley Greene und Adam Sevani. Lisa Azuelos führte Regie und schrieb zusammen mit Karim Aïnouz das Drehbuch des Films. Der Film wurde am 10. Februar 2012 in Indien uraufgeführt. Am 4. Mai 2012 ist der Film in einigen wenigen Kinos in den Vereinigten Staaten und am 31. Mai 2012 in Deutschland angelaufen.

## Handlung
Nachdem sich die 16-jährige Lola, genannt Lol, von ihrem Freund getrennt hat, verliebt sie sich in ihren besten Freund Kyle. Sie macht ihre ersten sexuellen Erfahrungen und beginnt, Drogen zu nehmen. Währenddessen gerät sie immer wieder in Konflikt mit ihrer 40-jährigen Mutter Anne.
Ausgerechnet jetzt steht die Paris-Reise bevor, auf der sicher nicht nur Sehenswürdigkeiten auf dem Programm stehen, und Anne weiß nicht, wie sie sich entscheiden soll. Als diese nach der Reise dann Lolas Tagebuch liest, wird sie Zeugin von Partys, Alkohol und Lolas ersten sexuellen Erfahrungen.

## Hintergrund
Die Dreharbeiten begannen am 20. Juli 2011 in Detroit im US-Bundesstaat Michigan und endeten am 8. September desselben Jahres in Paris. Der Film enthält eine Szene, in der Cyrus Marihuana raucht. Diese wurde jedoch entfernt, nachdem im Dezember 2011 ein Video von ihr, in dem sie eine psychotrope Substanz raucht, im Internet kursierte. Am 9. Januar 2012 wurde der Trailer zum Film veröffentlicht.

## Kritik
„Die enttäuschende Komödie kann sich die heitere Leichtigkeit des Originals nicht bewahren und wirkt mit dem Themenkreis um moderne Kommunikationsmittel bereits überholt.“

„Würde man die französische und amerikanische Version von ‚LOL‘ parallel abspulen, wären die Gesichter im Film zwar andere, aber sonst würden einem lediglich kleine Unterschiede zwischen Original und Remake auffallen.“

„Völlig danebengegangen, obwohl es am Original klebt […] Dialoge und Einstellungen sind fast identisch, und wenn sie abweichen, dann nur, um die harmlose Vorlage weiter zu entschärfen.“

„‚LOL‘ von 2012 ist […] ein Starvehikel für Demi Moore, die nicht zu den mütterlichsten Schauspielerinnen ihrer Generation zählt, und den Teenager-Star Miley Cyrus, die durch die TV-Serie ‚Hannah Montana‘ berühmt wurde und nun versucht, zum Film zu wechseln. Beide spielen nebeneinander her und wirken in keinem Moment auch nur halbwegs glaubwürdig wie Mutter und Tochter.“